# Thinopteryx coreae
Thinopteryx coreae là một loài bướm đêm trong họ Geometridae.